# Vranke
Vranke – wieś w Słowenii, w gminie Lukovica. W 2018 roku liczyła 13 mieszkańców.